# Oupet-ouaout
Oupet-ouaout (litt. Celle qui ouvre les chemins) est une divinité parèdre du dieu pseudo chacal Oupouaout. Elle apparaît très rarement dans les représentations et n'est assimilée à aucune fonction particulière. Elle semble être le résultat d'une création théologique artificielle du clergé d'Abydos, à partir du Moyen Empire et destinée à manifester un pendant féminin à Oupouaout.